# エンジェルツアーハッピークイズ
『エンジェル・ツアー ハッピークイズ』は、1988年4月から2000年3月まで山陰中央テレビ・岡山放送・テレビ新広島・テレビ山口の4局で放送されたテレビ新広島製作のクイズ番組である。中国電力の一社提供。後に『エネルギアの旅 ハッピークイズ』→『おもしろ学園 ハッピークイズ』と改題した。

## 概要
それまでテレビ新広島で金曜の夜（他局では別の時間帯）に放送されていた『クイズクロス5』の後番組として放送開始。ただし、放送日時は日曜午前に変更された。
この番組は原則として、中国地方各地を番組用に作ったバス（芸陽バス）で巡り、そこでクイズやゲームをして楽しむという形式で進行。初期には日本テレビの『アメリカ横断ウルトラクイズ』のようにクイズに間違うと失格になり、敗者復活戦に勝たない限り、それ以降のクイズに参加できないシステムだった。ただし、『アメリカ横断ウルトラクイズ』のように現地に置き去りにされることはなく、勝利者と一緒に最終目的地まで連れて行ってもらえた。後に3人1組のチーム制になり、合計得点で優勝を選ぶシステムになり、全員が決勝戦まで進めるようになった。
収録は基本的に中国電力の電力が送られているエリアで行われており、中国5県のほかに、香川県小豆島や与島、愛媛県大三島のような中国電力が配電している瀬戸内海の島でもロケが行われていた。『おもしろ学園ハッピークイズ』時代になると、中国電力のエリア外である香川県本土や愛媛県本土、さらには兵庫県、高知県、福岡県でも収録が行われていた。
山陰中央テレビ・岡山放送・テレビ新広島の3局ではこの番組が放送されていた関係で、『東映不思議コメディーシリーズ』およびその後継のアニメ番組は時差ネット（放送時間は各局により異なる）もしくは未放送となった。
番組は2000年3月をもって12年間の歴史に幕を下ろしたが、その後も中国電力提供のテレビ新広島制作ブロックネット番組は『ラピュタ伝説～小さな挑戦物語～』→『ラピュタ伝説第2章～みんなの挑戦物語～』→『人気もん!』→『そ〜だったのかンパニー』と脈々と続いている。なお、山口県でのネット状況に関しては、『人気もん!』放送時に編成上の都合からネット局が山口放送に変更されたこともあるが、基本的にはテレビ山口がネット局になっている。

## 司会
- コメディNo.1 - 当初は2人揃って司会を務めていたが、途中で坂田利夫が降板し、以後は前田五郎が単独で出演。
- 井村綾子

## 題名変遷について
- エンジェルツアーハッピークイズ（1988年4月 - 1990年3月）
- エネルギアの旅ハッピークイズ（1990年4月 - 1996年3月）
- おもしろ学園ハッピークイズ（1996年4月 - 2000年3月）

## 放送局
| 放送対象地域   | 放送局         | 系列           | 放送日時           | 備考       |
| -------------- | -------------- | -------------- | ------------------ | ---------- |
| 広島県         | テレビ新広島   | フジテレビ系列 | 日曜 09:00 - 09:30 | 製作局     |
| 島根県・鳥取県 | 山陰中央テレビ | フジテレビ系列 | 日曜 09:00 - 09:30 | 同時ネット |
| 岡山県・香川県 | 岡山放送       | フジテレビ系列 | 日曜 09:00 - 09:30 | 同時ネット |
| 山口県         | テレビ山口     | TBS系列        | 日曜 11:00 - 11:30 |            |

## 備考
- CMは中国電力のほか、中電プラント、テンパール、ますやみそ、福留ハムなどがスポンサードネットで15秒間のヒッチハイクを流していた。
- コメディNo.1から前田が単独で司会を続けていた1990年代の後半には、制作局のテレビ新広島（TSS）がアナウンサー採用試験を実施していた年に、「学生大会」と称して1次面接を通過した学生を3泊4日のロケに参加させていた。学生は放送上「解答者」として出演していたが、当時のTSSでは神田康秋アナウンス部長の方針でこのロケを「アナウンサー選考」の一環と位置付けていたため、神田を初めとする採用担当者もロケに同行したうえで学生を評価。高く評価した学生を、ロケの終了後に最終選考（社長との面談）へ臨ませていた。